# Toon Marty
A Toon Marty 2017-es kanadai televíziós 2D-s számítógépes animációs kalandsorozat, alkotói Robin Balzano, Pascale Beaulieu, Paul Stoica és Frédérick Wolfe.
Kanadában 2017. május 1-én a Teletoon adja. Magyarországon 2019. április 1-jén NickToons csatorna mutatta be.

## Ismertető
Marty a ToonMart kabalája, aki életre kel, amikor egy hirdetőtáblát villámcsapás ér. Ő és barátai, Burnie és Holly együtt szórakoznak Toonville-ben.

## Szereplők

### Főszereplők
| Szereplő | Eredeti hang           | Magyar hang   |
| -------- | ---------------------- | ------------- |
| Marty    | Brian Froud            | Baráth István |
| Burnie   | Mike Patterson         | Timon Barna   |
| Holly    | Holly Gauthier-Frankel | Papp Katalin  |
| Jack     | Brett Schaenfield      | Juhász Zoltán |

### Visszatérő szereplők
| Szereplő          | Eredeti hang  | Magyar hang   |
| ----------------- | ------------- | ------------- |
| Suki              | Erin Agostino | Pintér Mónika |
| Super Simon       |               | Maday Gábor   |
| Carly             |               |               |
| Burnatron         |               | Beratin Gábor |
| Chef              |               |               |
| Hobo              |               |               |
| Grizelda          |               |               |
| Punchy McKnuckles |               |               |
| Lenny             |               |               |
| Dr. Smarty Pants  |               |               |

## Epizódok
| Évad | Évad | Epizódok | Eredeti sugárzás | Eredeti sugárzás | Magyar sugárzás  | Magyar sugárzás   |
| Évad | Évad | Epizódok | Évadpremier      | Évadfinálé       | Évadpremier      | Évadfinálé        |
| ---- | ---- | -------- | ---------------- | ---------------- | ---------------- | ----------------- |
|      | 1    | 20       | 2017. május 1.   | 2017. május 26.  | 2019. április 1. | 2019. április 24. |

### 1. évad
| #   | Eredeti cím                       | Magyar cím              | Rendezte   | Írta                          | Eredeti premier | Magyar premier    |
| --- | --------------------------------- | ----------------------- | ---------- | ----------------------------- | --------------- | ----------------- |
| 1.  | Moonlighting Marty                |                         | Sean Scott | Dan Williams                  | 2017. május 1.  | 2019. április 12. |
| 1.  | Awful Waffle                      |                         | Sean Scott | Dan Williams                  | 2017. május 1.  | 2019. április 12. |
| 2.  | Billboard Boy                     |                         | Sean Scott | Heidi Foss                    | 2017. május 2.  | 2019. április 15. |
| 2.  | Marty's Zit                       |                         | Sean Scott | Paul Stoica                   | 2017. május 2.  | 2019. április 15. |
| 3.  | Where There's Smoke There's Marty |                         | Sean Scott | Doug Hadders és Adam Rotstein | 2017. május 3.  | 2019. április 16. |
| 3.  | Chicken Fricassee                 |                         | Sean Scott | John Hazlett                  | 2017. május 3.  | 2019. április 17. |
| 4.  | Toonsgiving Day Parade            |                         | Sean Scott | Kevin Shustack                | 2017. május 4.  | 2019. április 17. |
| 4.  | Rest in Pieces                    |                         | Sean Scott | Anne-Marie Perrotta           | 2017. május 4.  | 2019. április 18. |
| 5.  | The No-Toon Bro Zone              | A tesó zóna             | Sean Scott | Penelope Laurence             | 2017. május 5.  | 2019. április 4.  |
| 5.  | You're It!                        | Ragályos fogócska       | Sean Scott | Paul Stoica                   | 2017. május 5.  | 2019. április 3.  |
| 6.  | Candy Cute                        | Cukor roham             | Sean Scott | Lisa Hunter                   | 2017. május 8.  | 2019. április 6.  |
| 6.  | Were-Poodle                       |                         | Sean Scott | John Hazlett                  | 2017. május 8.  | 2019. április 24. |
| 7.  | 15 Minutes to Save the World      |                         | Sean Scott | Penelope Laurence             | 2017. május 9.  | 2019. április 19. |
| 7.  | Spare Parts                       |                         | Sean Scott | Shane Simmons                 | 2017. május 9.  | 2019. április 9.  |
| 8.  | The Suit Makes the Super Hero     |                         | Sean Scott | Anne-Marie Perrotta           | 2017. május 10. | 2019. április 16. |
| 8.  | Marty's Bright Idea               | Az ötlet izzó           | Sean Scott | Kevin Shustack                | 2017. május 10. | 2019. április 5.  |
| 9.  | The Barber of Toonville           |                         | Sean Scott | Paul Stoica                   | 2017. május 11. | 2019. április 18. |
| 9.  | The Choice Apple                  |                         | Sean Scott | Gerald Lewis és Tean Schultz  | 2017. május 11. | 2019. április 10. |
| 10. | Toonscout Marty                   |                         | Sean Scott | Sean Kalb                     | 2017. május 12. | 2019. április 2.  |
| 10. | Batteries Included                |                         | Sean Scott | Gerald Lewis és Tean Schultz  | 2017. május 12. | 2019. április 2.  |
| 11. | Toon-Derworld                     |                         | Sean Scott | Paul Stoica                   | 2017. május 15. | 2019. április 12. |
| 11. | Cavetoon Fever                    | Őskori barlang firka    | Sean Scott | Gerald Lewis és Tean Schultz  | 2017. május 15. | 2019. április 1.  |
| 12. | ToonMart Mutt                     |                         | Sean Scott | Heidi Floss                   | 2017. május 16. | 2019. április 11. |
| 12. | Hot Tub Toon Machine              |                         | Sean Scott | Sean Scott                    | 2017. május 16. | 2019. április 13. |
| 13. | How Marty Got His Toon Back       |                         | Sean Scott | Kevin Shustack                | 2017. május 17. | 2019. április 17. |
| 13. | Marty's Exploding Head            |                         | Sean Scott | Anne-Marie Perrotta           | 2017. május 17. | 2019. április 17. |
| 14. | Jack: Stunt Mole                  |                         | Sean Scott | Kevin Shustack                | 2017. május 18. | 2019. április 2.  |
| 14. | The Dogcatchers                   |                         | Sean Scott | Shane Simmons                 | 2017. május 18. | 2019. április 8.  |
| 15. | Senseless Burnie                  |                         | Sean Scott | Paul Stoica                   | 2017. május 19. | 2019. április 10. |
| 15. | Chef and the Marty Show           |                         | Sean Scott | Shane Simmons                 | 2017. május 19. | 2019. április 4.  |
| 16. | The Holly Story                   |                         | Sean Scott | Paul Stoica                   | 2017. május 22. | 2019. április 9.  |
| 16. | Psych-O-Marty                     | Dr. Marty               | Sean Scott | Anne-Marie Perrotta           | 2017. május 22. | 2019. április 9.  |
| 17. | A Friend Too Close                |                         | Sean Scott | John Hazlett                  | 2017. május 23. | 2019. április 1.  |
| 17. | To Be Continued                   |                         | Sean Scott | Lienne Sawatsky               | 2017. május 23. | 2019. április 11. |
| 18. | Birthday Boy                      |                         | Sean Scott | Kevin Shustack                | 2017. május 24. | 2019. április 8.  |
| 18. | Marty the Monster                 | Marty a rettenthetetlen | Sean Scott | Stephen Senders               | 2017. május 24. | 2019. április 3.  |
| 19. | You Can't Hand the Tooth          |                         | Sean Scott | James Braithwaite             | 2017. május 25. | 2019. április 3.  |
| 19. | The Hat Makes the Toon            |                         | Sean Scott | Kevin Shustack                | 2017. május 25. | 2019. április 11. |
| 20. | Marty's Theme                     |                         | Sean Scott | Anne-Marie Perrotta           | 2017. május 26. | 2019. április 10. |
| 20. | Logic Police                      |                         | Sean Scott | Dave Diaz                     | 2017. május 26. | 2019. április 4.  |